# Regio glutaea
Als Regio glutaea (auch Regio glutea, „Gesäßregion“) wird in der topographischen Anatomie das Gebiet des Gesäßes bezeichnet. Bei Tieren nennt man diese Region auch „Kruppe“.
Die Begrenzungen der Regio glutaea sind:
- kranial (kopfwärts) die Crista iliaca des Darmbeins
- ventral (bauchwärts) und lateral (seitlich) die Spina iliaca des Darmbeins und die vordere Begrenzung des Musculus tensor fasciae latae
- kaudal (schwanzwärts) die Gesäßfurche (Sulcus glutaeus) und
- medial (zur Mitte hin) die Analrinne (Crena analis).

Plastisch dominierend ist der Musculus gluteus maximus. Die Gesäßfurche ist durch eine Faszie mit Fixation am Sitzbeinhöcker (Tuber ischiadicum) stabilisiert. Unter dem Musculus gluteus maximus liegen Musculus gluteus medius und Musculus gluteus minimus. Deren Muskellogen werden durch die Gesäßfaszie (Fascia glutaea) gegliedert, die eine Ausbreitung entzündlicher Prozesse verhindert.
Unter dem Musculus glutaeus maximus liegt das Spatium subglutaeum, das mit Fett- und Bindegewebe ausgefüllt ist. Nach unten hin wird das Spatium subglutaeum von den Außenrollern des Hüftgelenks (Articulatio coxae) unter Bildung des Foramen ischiadicum majus und minus zum inneren Becken begrenzt. In diesem 1–2 cm großen Zwischenraum verlaufen wichtige Nerven für Gesäß und Oberschenkel. Durch diese Öffnung können sich Entzündungen hier weit nach distal ausbreiten, bis in die Kniekehlregion (Regio poplitea).
Die Hautinnervation der Gesäßregion übernehmen die Nervi clunium.